# 星际传奇3
是一部於2013年上映的美国科幻动作電影，为《星际传奇》電影系列的第三部作品，前两部分别是2000年《黑煞天魔》与2004年《超世紀戰警》，大衛·托伊继续任编剧和导演，范·迪塞尔任制片和主演。英国、爱尔兰和加拿大于2013年9月4日上映，美国于9月6日上映。

## 剧情
惡名昭彰的雷迪克（馮·迪索 飾）被同伴背叛後，獨自被放逐到銀河系上一個只有焦黑土壤的死亡星球，但很快的，前所未見的驚人變種怪物找上了他，在面臨這群比起之前所有敵人都還可怕的嗜血怪物的情況下，為了生存，他迫不得已只能選擇啟動一個裝置，而這也將引來所有為了得到重賞而一直追殺他的星際傭兵。爾後，雷迪克就開始了一場又一場的勢死之戰，與賞金獵人展開對決。 
就在啟動裝置後，很快地訊號就引來了一批接著一批殘酷無情且暴力無比的傭兵殺手，不僅如此，昔日和雷迪克有著數不清舊帳的敵人也磨刀霍霍而來。就在一場將摧毀所有人的致命風暴即將來臨之前，雷迪克必須打敗所有為他人頭而來的星際傭兵們，才有生存下來的一絲希望。

## 演員
- 馮·迪索 飾 Riddick
- 馬修·納貝爾（英语：Matthew Nable） 飾 Colonel R. "Boss" Johns
- 詹迪·莫拉 飾 Santana
- 姬蒂·莎奧芙 飾 Dahl
- 戴夫·巴帝斯塔 飾 Diaz
- 博金·伍德賓（英语：Bokeem Woodbine） 飾 Moss
- 勞爾·楚吉羅（英语：Raoul Trujillo） 飾 Lockspur
- 康瑞德·皮拉（英语：Conrad Pla） 飾 Vargas
- 諾蘭·傑拉德·馮克 飾 Luna
- Danny Blanco Hall 飾 Falco
- 諾亞·丹比（英语：Noah Danby） 飾 Nuñez
- Neil Napier 飾 Rubio
- 卡爾·奧賓 飾 Siberius Vaako
- Alex Branson 飾 Lex Branman
- Andreas Apergis 飾 Krone
- 凱莉·希爾森 飾 Santana的囚犯

## 制作
由于2004年《星际传奇2》的票房不够好（成本1亿，票房1.15亿美元），因此制片公司曾想终结该系列。不过因为范·迪塞尔目前人气旺盛，所以本片得以重生。
2012年1月至3月底拍摄，同年4月进入后期制作阶段，预告片于2013年3月22日发布。

## 评价
媒体综评172分，烂番茄新鲜度57%，获後評價不一的口碑。
好评有：“整部影片并非完美，但对于一部科幻惊悚来说足够了”，“在这个无脑科幻大片漫天飞舞的时代，整体主创人员依然坚持传统的拍摄模式，这无疑是值得敬佩的”，“对于《星际传奇》系列的老粉丝们来说，他们应该感到欣喜，因为十多年前的那个瑞迪克又回来了！”，“从一开始就没有任何野心，专注于打造自己的“小格局”，总体而言完成的很好”。
负面声音：“整部影片格调怪异，剧情设置没有丝毫新意”，“整個观影过程是如此无聊，以至于我不停地祈祷请怪兽赶快杀掉主角吧”，“男主角一如既往地卖酷耍帅，但除了这几十年不变的一点之外，真没什么能看的”。

## 票房
美国首周末收获1867万美圆列第一位。次周末收获701万列第三。
| 上一届： 《1世代：我們的世代》 | 2013年美國週末票房冠軍 第36周 | 下一届： 《阴儿房2》 |